# Teatro romano di Sepino
Il teatro romano di Sepino è il più monumentale ed il meglio conservato degli edifici di Saepinum, una città di epoca romana situata nel Molise.

## Storia e descrizione

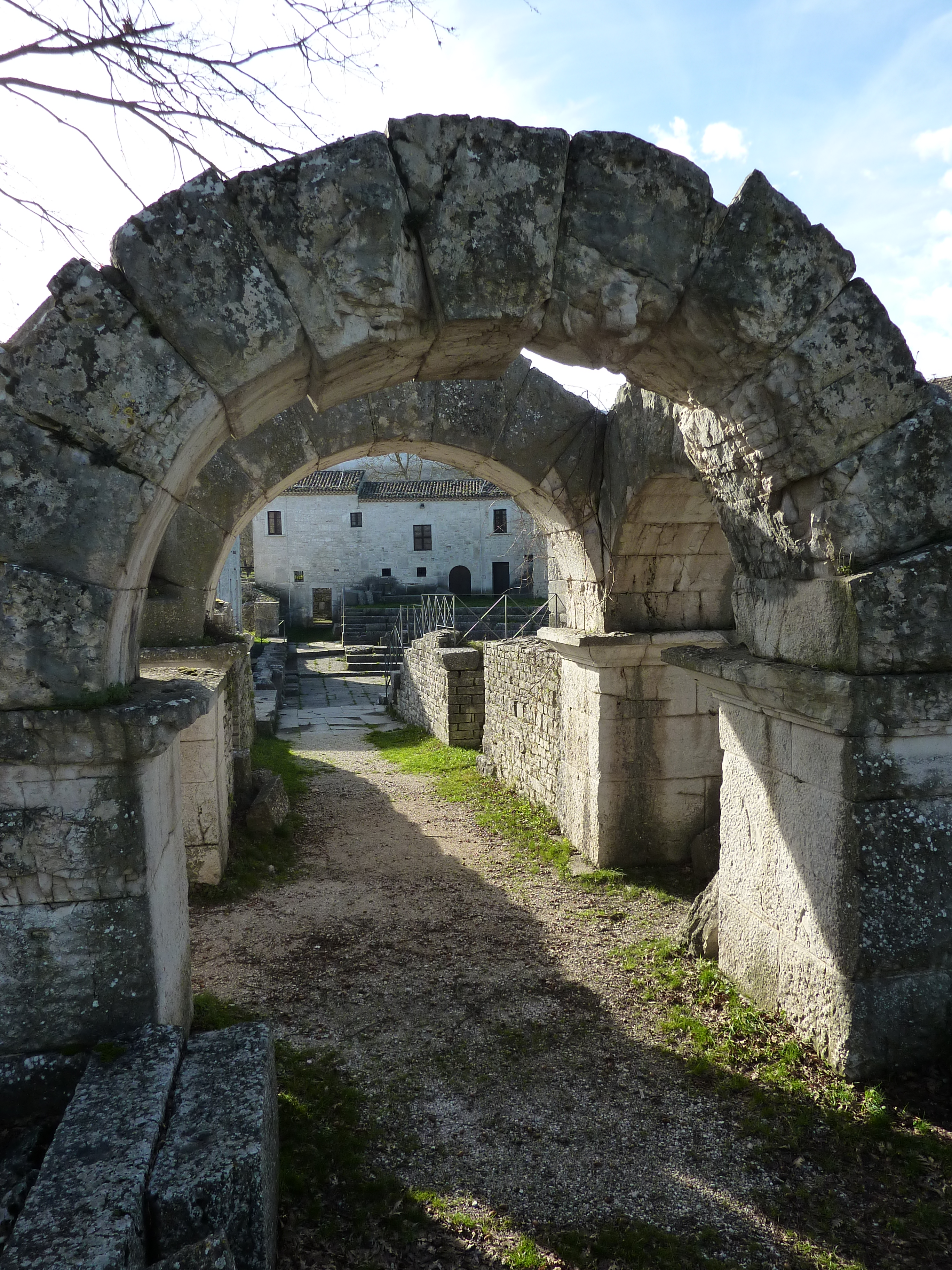
Uno degli accessi al teatro

Localizzato nel settore settentrionale della città, a ridosso del muro di cinta compreso fra porta Bojano e l'angolo nord della cinta stessa, la dislocazione del teatro appare un poco sbilenca rispetto alla cinta muraria e tradisce la necessità di allineare l'asse trasversale della struttura al tracciato del cardo, che dista circa 60 metri, verso il quale risultano rivolti gli ingressi stessi del teatro.
Il complesso è articolato su due distinte sezioni, l'una (cavea) destinata al pubblico e l'altra (scaena) destinata alle rappresentazioni, e presenta un diametro massimo di 61,50 metri e una lunghezza di 53 sull'asse cavea-scena. È interamente costruito in pietra calcarea locale, mentre i muri portanti sono realizzati in opera cementizia, con paramento a blocchetti disposti su linee parallele. Il complesso è stato interessato, a più riprese, fin dal 1950, da una serie di interventi di scavo e di restauro ed è ormai interamente leggibile nella sua articolazione planimetrica e spaziale.
La parte centrale della scaena e la zona corrispondente alla summa cavea sono state anch'esse interessate, nel corso del secolo XVIII, da interventi edilizi di carattere rurale, edifici a due piani costruiti utilizzando materiali di spoglio provenienti dal teatro stesso. Questa sorta di "architettura spontanea" prodotta dalle genti contadine locali è tuttora visibile, dal momento che all'inizio degli anni Settanta si ritenne opportuno preservarla e restaurarla, per il suo particolare valore storico, culturale ed ambientale. Una parte della scena è ancora oggi occupata da un edificio rurale di 16,20 x 7,60 m adibito a museo, che racchiude al suo interno, visibile sulla parete di fondo, quel tratto di scena compreso tra la porta regia e la porta hospitalis destra. Della summa cavea restano soltanto pochi avanzi della muratura di sostruzione, essendo stata completamente ricoperta da una cortina di edifici.
Una parte dell'emiciclo esterno del teatro è tangente alla struttura muraria perimetrale, nel tratto nord-ovest. Proprio in questo punto si apre una postierla di accesso al teatro dall'esterno, costituita da un varco angusto, di circa 2,10 m che spezza la continuità della cortina originaria; il passaggio è inserito tra due solide strutture rettangolari, collegate alle mura, e venne concepito per incanalare agevolmente il traffico pedonale degli spettatori, provenienti da fuori città, che si recavano a teatro e poi defluivano oltre le mura. La porta, probabilmente dotata di una copertura a volta cementizia, andata perduta, venne edificata solo a seguito della realizzazione del teatro, interrompendo la continuità della cortina muraria per aprire l’apposito varco; è quasi certo che parte del materiale proveniente dallo smantellamento della cortina sia stato reimpiegato per il paramento in opera reticolata della struttura della porta. Questo particolare è importante in quanto conferma che la costruzione del teatro è avvenuta successivamente all'epoca della costruzione delle mura, databile tra il 2 a.C. ed il 4 d.C. secondo l'iscrizione replicata sul frontale delle quattro porte. L'analisi dei dati archeologici consente di stabilire una datazione in epoca giulio-claudia che, anche considerando i diversi elementi tipologici del teatro sepinate, non dovrebbe andare oltre i primi decenni del I secolo d.C.

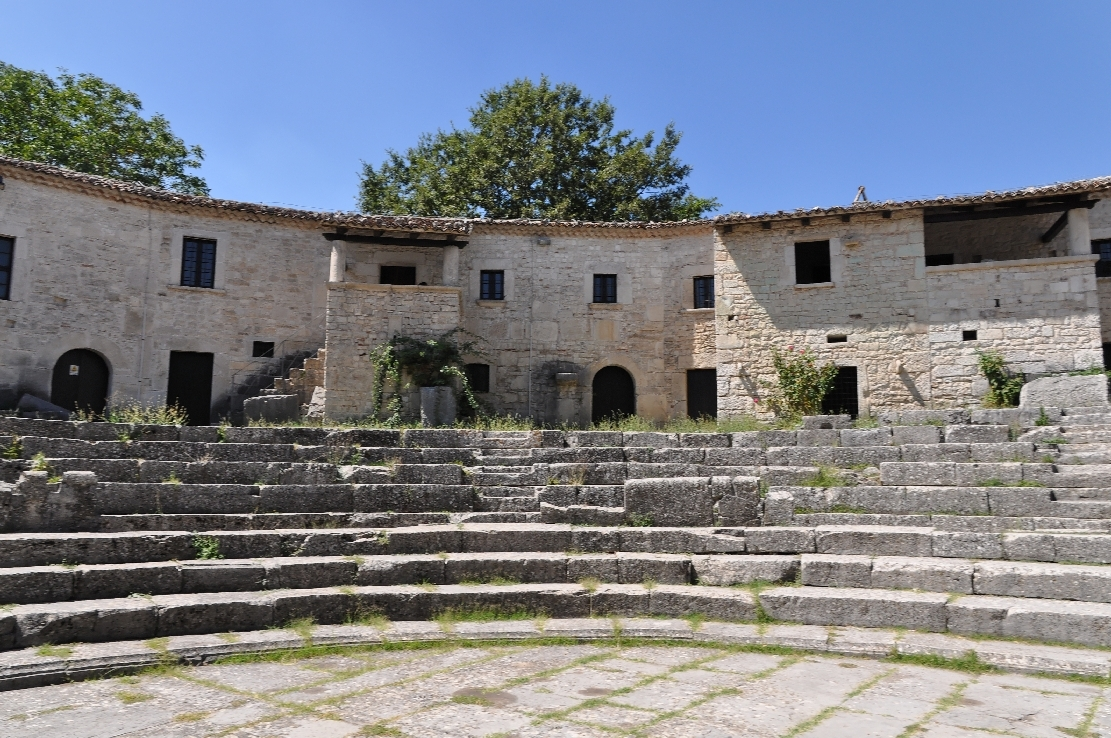
Il Teatro della Saepinum romana

Ai lati opposti dell'emiciclo della cavea vi sono i due ingressi del teatro, detti tetrapili, ciascuno costituito da quattro massicci pilastri quadrangolari, alti circa 2,20 metri, cui sono sovrapposte robuste arcate a tutto sesto. Esse svolgevano una funzione strutturale, sopportando la spinta esercitata dalla muratura, ma anche una funzione di collegamento con l’edificio scenico, attraverso un corridoio coperto trasversale di accesso all'orchestra ed ai primi due ordini della cavea (ima e media), largo 3,33 m ed un corridoio coperto longitudinale esterno che immetteva nella summa cavea, largo 2,45 m.
Attualmente restano in ottimo stato di conservazione, oltre al piano della orchestra, le quattro gradinate dell'ima cavea e le prime tre gradinate della media cavea, compreso il corridoio semicircolare (praecinctio), largo m. 1,20 e pavimentato in pietra, che le separa. L'orchestra ha una lunghezza di m. 8,50 lungo l’asse longitudinale e presenta tuttora intatta la pavimentazione originale a lastre rettangolari di dimensioni variabili, ben connesse. Si poteva accedere alla orchestra attraverso due corridoi laterali (párodoi) provenienti con una leggera pendenza dai tetrapili, simmetrici e parzialmente coperti da una volta a botte.
I gradini dell’ima cavea hanno una profondità di cm. 90, maggiore rispetto a quella delle altre due cavee, di cm. 70, perché destinati ad ospitare personaggi di rango, i quali non sedevano neppure direttamente sui gradini, ma usufruivano di particolari seggi portatili. Alle spalle dell’ultima gradinata un parapetto semicircolare (balteus), alto un metro e costituito da blocchi verticali accostati, corre lungo il corridoio di separazione dalla media cavea. Attualmente è conservato solo in parte.
Mentre orchestra ed ima cavea poggiano a diretto contatto del terreno, su una gettata cementizia, la media cavea invece (e sicuramente anche la summa cavea andata distrutta) poggia su una struttura portante, formata da due muri concentrici coperti da volte cementizie, che servono a dare la giusta inclinazione alle gradinate. Il parziale crollo delle volte ha prodotto la distruzione delle gradinate superiori. È probabile che esistesse una seconda praecinctio di separazione tra media e summa cavea in analogia del corridoio anulare sottostante. Per accedere alla media ed alla summa cavea gli spettatori utilizzavano i vomitoria, dei corridoi laterali coperti, che salivano dall'ambulacri interno del teatro direttamente alle gradinate. Di questi l’unico superstite è quello situato nell'emicavea destra, che doveva immettere nella media cavea all'altezza della quinta gradinata di sedili.
L’intera struttura del teatro presenta un'ingegnosa rete di canali che convogliano l’acqua piovana, con opportune pendenze, nell'euripo, dal quale sono poi riversate nella fognatura. Inoltre la presenza di pozzetti rettangolari per l’alloggiamento dell’apparato di sollevamento, conferma l’ipotesi della presenza di un sipario (aulaeum) azionato da un sistema di funi posizionato sulla sommità della scena. È certo, inoltre, che la cavea dovette essere coperta, in parte o totalmente, da un velarium, una copertura mobile tesa al di sopra di essa mediante un sistema di funi, che poteva riparare gli spettatori dalla pioggia o dalla calura.
Nel complesso, sulla base degli elementi che si posseggono, il teatro doveva avere, considerando le ventotto gradinate complessive, una capacità presumibile di circa tremila posti a sedere, raggiungendo un’altezza massima di m. 11 rispetto al piano dell’orchestra.
L'esplorazione dell'area alle spalle della scena del teatro è iniziata solo recentemente e non è ancora conclusa, ma ha consentito di avere conferma di una ipotesi da tempo formulata, sulla base di un'iscrizione epigrafica, dell'esistenza a Saepinum di un grande complesso comprendente un campus, una piscina e un porticus, che si presumeva fossero posti alle spalle dell'edificio teatrale. Il testo dell'iscrizione è:
Appartenente alla borghesia cittadina, di Erennio Obelliano non si conosce altro, anche se il suo gentilizio è attestato in altre iscrizioni di età augustea. Adeguandosi all'ideologia della casa imperiale, partecipò alla febbrile attività edilizia, finanziando anche lui importanti opere pubbliche “di regime”. Il complesso menzionato occupava effettivamente una vasta area quadrangolare di circa 60 metri di lato, compresa fra il teatro ed il cardo. Il portico, ricostruibile nella sua conformazione originaria, aveva una struttura ad U e si apriva in direzione della scena. Era provvisto di un colonnato e presentava un muro di fondo in opus reticulatum. I due bracci corti laterali, lunghi circa 17 metri, erano provvisti di ampi accessi con il retrostante campus.  Aveva la funzione di ospitare gli spettatori del teatro durante gli intervalli degli spettacoli oppure in caso di cattivo tempo ed al suo centro doveva collocarsi la piscina. Il campus, che occupava la maggior parte del complesso, poteva essere utilizzato per esercitazioni ginniche o gare atletiche, oppure, considerata la mancanza a Sepino di un anfiteatro, per giochi gladiatorii e combattimenti. Le strutture del teatro e del campus  erano dunque destinate a funzioni distinte, ma pur sempre legate intimamente allo spettacolo.